# Demonstratiesport

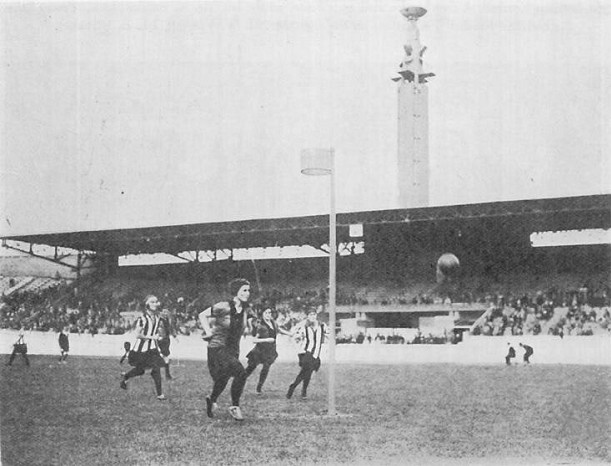
Gemengd korfbal werd als demonstratiesport gespeeld op de spelen in Antwerpen en hier op de spelen in Amsterdam.

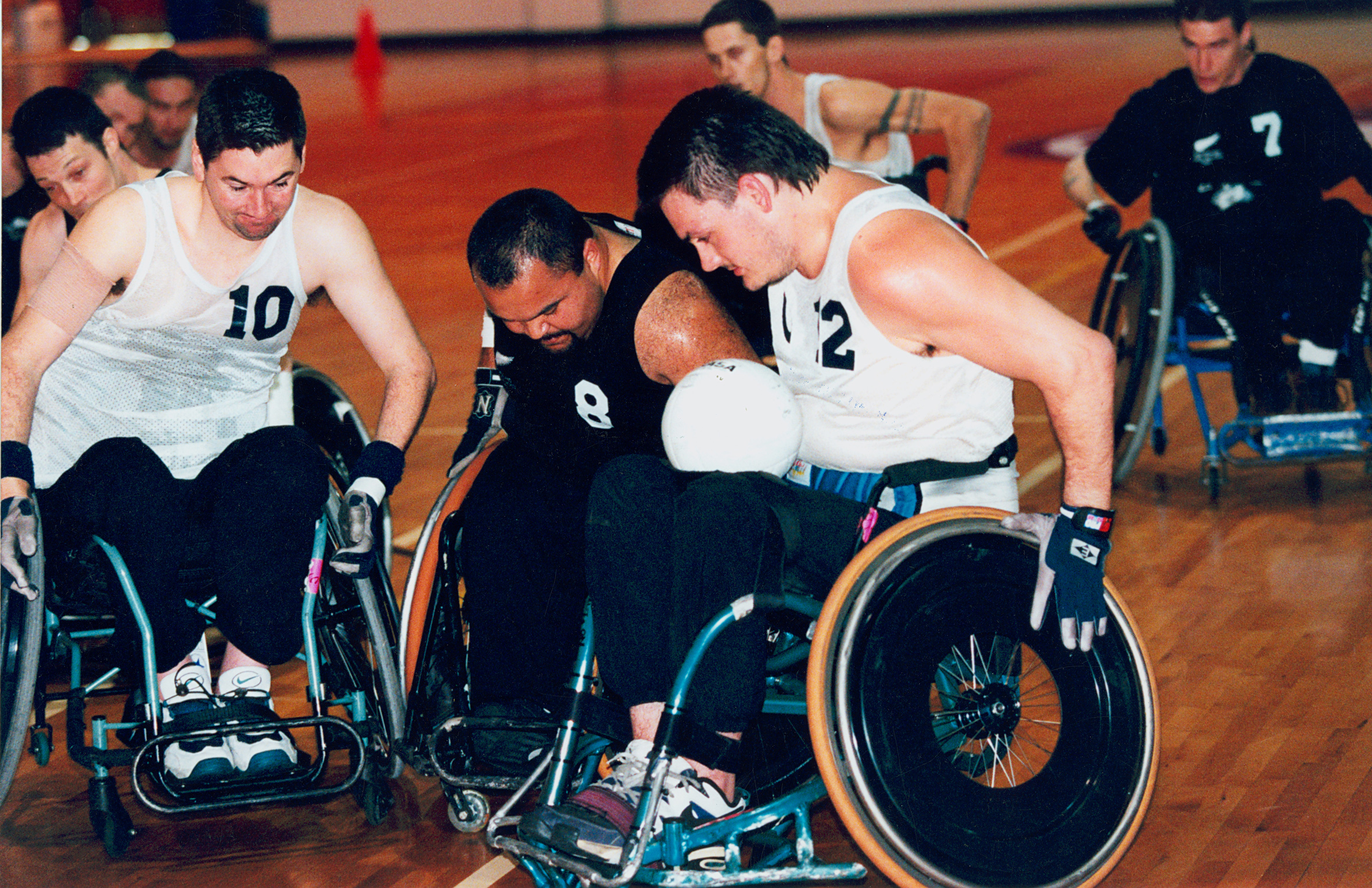
Ook op de Paralympische Spelen worden demonstratiesporten beoefend. Hier een rolstoelrugbywedstrijd tussen Australië en Nieuw-Zeeland op de paralympische spelen in Atlanta.

Een demonstratiesport is een sport die tijdens een groter evenement wordt beoefend met als doel zichzelf te promoten.
Het meest bekend waren de demonstratiesporten bij de Olympische Spelen tussen 1912 en 1992. Het organiserende land voegde één of meer lokale of lokaal populaire disciplines toe aan het officiële programma. Er werden ook medailles uitgereikt aan de winnaars, zij het van een kleiner formaat dan de medailles van de olympische sporten. Enkele sporten hadden ook als doel op het olympisch programma te komen, en zeven van hen slaagden daarin. Tennis werd na een dispuut in 1928 geschrapt van het programma en uiteindelijk weer opgenomen na als demonstratiesport te zijn gespeeld. Na de spelen in Barcelona werd het programma zo uitgebreid dat demonstratiesporten toevoegen te bezwaarlijk werd. Het Internationaal Olympisch Comité vereist immers dat de demonstratiesporten gelijkwaardig worden behandeld met de officiële sporten.

## Demonstratiesporten die een olympische sport werden
| Sport              | m/v         | demonstratiejaar                   | Olympische sport vanaf |
| Zomerspelen        | Zomerspelen | Zomerspelen                        | Zomerspelen            |
| ------------------ | ----------- | ---------------------------------- | ---------------------- |
| basketbal          | mannen      | 1904                               | 1936                   |
| kanoën             | mannen      | 1924                               | 1936                   |
| volleybal          |             | 1924                               | 1964                   |
| tennis             | m/v         | 1968, 1984                         | 1988                   |
| honkbal            | mannen      | 1912, 1936, 1956, 1964, 1984, 1988 | 1992                   |
| badminton          | m/v         | 1972, 1988                         | 1992                   |
| judo               | vrouwen     | 1988                               | 1992                   |
| taekwondo          | m/v         | 1988, 1992                         | 2000                   |
| Winterspelen       |             |                                    |                        |
| langebaanschaatsen | vrouwen     | 1932                               | 1960                   |
| freestyleskiën     | m/v         | 1988                               | 1992                   |
| shorttrack         | m/v         | 1988                               | 1992                   |
| curling            | mannen      | 1932, 1936, 1988, 1992             | 1998                   |